# Haplochromis thereuterion
Haplochromis thereuterion är en fiskart som beskrevs av Van Oijen och Witte, 1996. Haplochromis thereuterion ingår i släktet Haplochromis och familjen Cichlidae. IUCN kategoriserar arten globalt som sårbar. Inga underarter finns listade i Catalogue of Life.